# Welingelichte Kringen
Welingelichte Kringen was een wekelijks radioprogramma in Nederland, waarin een panel gesprekken voerde over actuele zaken en met gasten hierover in discussie gaat. De uitzending van dit VPRO-programma hadden plaats vanuit sociëteit Arti et Amicitiae in Amsterdam.
Welingelichte kringen bestond sinds 1974. Aanvankelijk gaven journalisten, naar de maatstaven van die tijd van progressieve snit, hun maatgevend oordeel over belangrijke vraagstukken. Na enkele jaren nam het programma de vorm aan van een groepsgesprek waarvoor politici of deskundigen werden uitgenodigd.
In januari 1997 dreigde opheffing van het programma: de sociëteit Arti et Amicitiae in Amsterdam is als locatie te duur. De programmamakers voelden er echter niets voor te verhuizen naar de drie honderd meter verder gelegen VPRO-studio in de hoofdstad. Halverwege 1997 viel definitief het doek voor Welingelichte kringen.

## Makers
- Presentator: Katrien de Klein (1975), John Jansen van Galen (1976), Rogier Proper (1977), Henk Hofland (1982), Joop van Tijn (1985-1997)
- Interviewer: Jan Jongepier (1975), Rogier Proper (1975), John Jansen van Galen (1975), Hugo Brandt Corstius (1985)
- Verslaggever: Wim de Jong (1975), Nico Haasbroek (1976), Raymond van den Boogaard (1985)
- Eindredacteur: Rogier Proper (1976-1995)
- Productie: Leonie Smit (1978-1988), Tessel Blok (1986-1997)